# Косович, Срджя
Срджя Косович (черног. Срђа Косовић/ Srđa Kosović; 2 мая 1992, СРЮ) — черногорский футболист, полузащитник. В настоящее время выступает за клуб «Искра» из Даниловграда.

## Карьера
В 2010 году провёл 1 матч в составе «Могрена». Также был в заявке на лигу Европы 2010/2011, однако на поле ни разу не вышел.
С 2013 по 2015 годы Срджя выступал за «Ловчен». 30 апреля 2014 года в кубковом матче против «Петроваца» на 53 минуте забил гол, удвоив преимущество своей команды. В июле того же года сыграл в лиге Европы в 2 матчах 1 квалификационного раунда против боснийского «Железничара». По итогам двух матчей черногорский клуб уступил 0:1 и выбыл из турнира.
Летом 2015 года Косович перешёл в «Сутьеску». Был в заявке для участия в лиге Европы, но на поле не выходил. Дебютировал за новый клуб 9 августа в матче первой лиги против клуба «Младост». Вышел в стартовом составе и был заменён на 80-й минуте Валданом Караджичем.
12 февраля 2016 года Косович перешёл в ФК «Искра». В составе даниловградской команды Срджя дебютировал 23 февраля в гостевом матче против «Зеты», который окончился минимальной победой «Искры».